# Danielius Dolskis

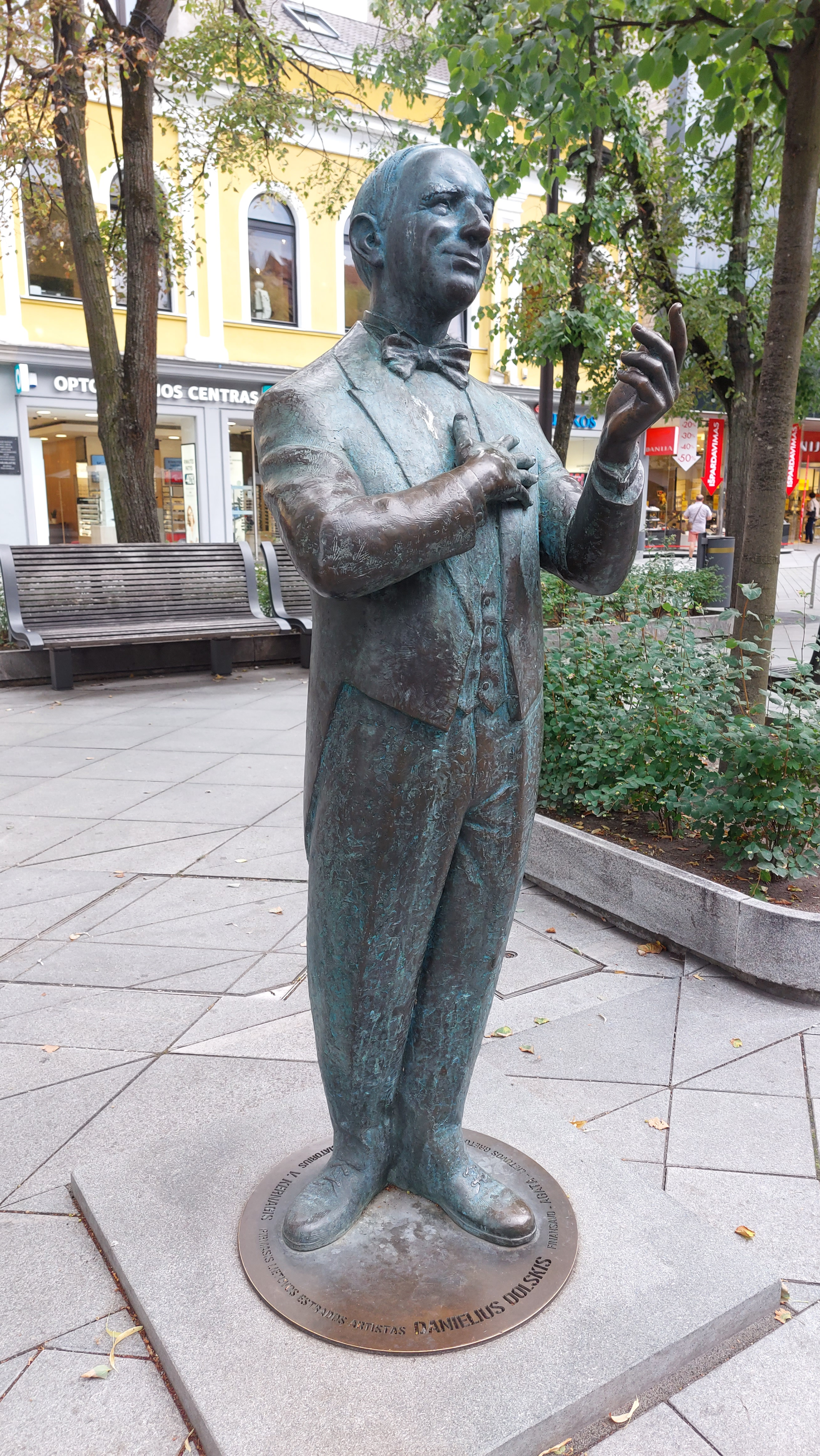
Denkmal in Kaunas

Danielius Dolskis (* 13. April 1891 in Vilnius; † 3. Dezember 1931 in Kaunas) war ein litwakischer Sänger und Bühnenkünstler.

## Leben

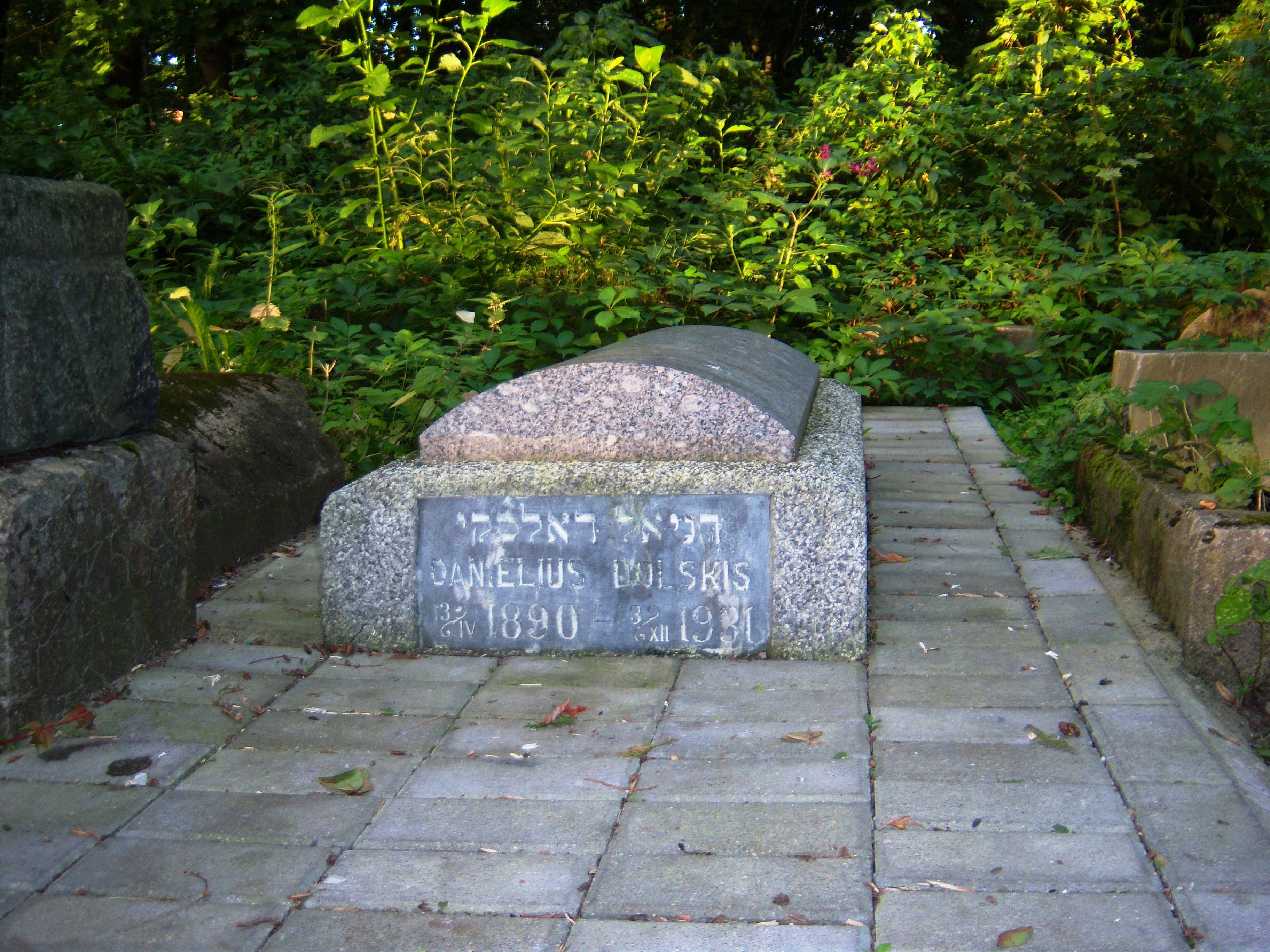
Grab von Danielius Dolskis

Dolskis begann seine Karriere in St. Petersburg, siedelte jedoch nach der Oktoberrevolution ins lettische Riga um, wo er im Orchester von Oscar Strok sang. 1929 zog Dolskis ins litauische Kaunas, wo er in mehreren Restaurants auftrat und schnell landesweite Berühmtheit erlangte. Er lernte schnell die litauische Sprache und sang schon nach einem halben Jahr auf Litauisch. Bereits zwei Jahre nach seiner Ankunft starb Dolskis jedoch an einer Lungenentzündung. Sein Grab befindet sich auf dem jüdischen Friedhof im Kaunasser Stadtviertel Žaliakalnis.

## Bekannte Lieder
Aufnahmen von Danielius Dolskis existieren aus den Jahren 1929 und 1931. Zu seinen bekanntesten Liedern zählen Kariškas vaizdelis („Kriegerischer Anblick“), Gegužinė („Ausflug“), Lietuvaitė („Junge Litauerin“) sowie Onytė, einam su manim pašokti („Onytė, komm tanz mit mir“).

## Gedenken
Am 10. November 2007 wurde im Kaunasser Zentrum ein Denkmal für Dolskis errichtet. Es steht auf der Laisvės alėja vor dem Restaurant „Metropolis“, in dem Dolskis zu Lebzeiten auftrat.